# Niwiski (gmina)
Niwiski – dawna gmina wiejska istniejąca do 1954 roku w woj. lubelskim/warszawskim. Siedzibą władz gminy były Niwiski.
W okresie międzywojennym gmina należała do powiatu siedleckiego w woj. lubelskim. Po wojnie gmina zachowała przynależność administracyjną.
1 stycznia 1949 roku gmina wraz z całym powiatem siedleckim została przeniesiona do woj. warszawskiego. Według stanu z dnia 1 lipca 1952 roku gmina składała się z 21 gromad.
Gmina została zniesiona 29 września 1954 roku wraz z reformą wprowadzającą gromady w miejsce gmin. Jednostki nie przywrócono 1 stycznia 1973 roku po reaktywowaniu gmin a obszar dawnej gminy wszedł w skład nowej gminy Mokobody.